# ネーパ
ネーパ（英: neper [ˈneɪpər]、ネーパー、ネイピア、ネーピアとも、記号 : Np）は、比率（利得、損失など）を表す単位である。国際単位系 (SI) の国際文書（第9版、2019年）においては、SI併用単位（SI単位と併用できる非SI単位」となっている。その名前は、スコットランドの数学者で、対数を発明したジョン・ネイピアにちなむ。
ネーパはベル（通常はデシベルが用いられる）と同様に対数スケールの単位であるが、ベルが 10 を底とした常用対数に基づくのに対し、ネーパは自然対数に基づいている。ネーパによる比率の値 Np は以下のように定義される。
{\displaystyle Np=\ln {\frac {x_{1}}{x_{2}}}=\ln x_{1}-\ln x_{2}}
ここで、x1 と x2 は対象とする値であり、ln は自然対数である。
デシベルが電力比を表すのによく用いられるのに対し、ネーパは電圧比や電流比によく用いられる。ネーパとデシベルは以下のように換算される。
{\displaystyle 1\ {\mbox{Np}}={\frac {20}{\ln 10}}\ {\mbox{dB}}\approx 8.686\ {\mbox{dB}}}
デシベルと同様、ネーパは無次元の単位である。常用対数を使用するベルに対し、自然対数を使用するネーパは SI と一貫性を持つものと見なされているが、国際度量衡総会（CGPM）では SI単位として採択されていない。しかし国際度量衡委員会（CIPM）がSI併用単位として認めたものである。